# Legami ammidici
I legami ammidici sono delle strutture chimiche in grado di stabilire legami a idrogeno tra loro. 
Con il termine "legame ammidico" si indica il legame che si instaura tra una funzione carbossilica -COOH e un generico gruppo RNH2 (funzione amminica); per questo motivo le funzioni ammidiche si ritengono derivati degli acidi carbossilici. 
In laboratorio, le ammidi si preparano a partire da ammoniaca e cloruri acilici (o anidridi); a livello industriale si scaldano i sali ammonici degli acidi carbossilici. 
Le ammidi cicliche sono dette lattami.
Le ammidi danno reazioni di:
- idrolisi in ambiente acido, a dare acido carbossilico + sale ammonico corrispondente;
- idrolisi in ambiente basico, a dare ammoniaca + sale dell'acido corrispondente;
- formazione di immidi, a partire da ammoniaca e anidridi che vengono in un secondo tempo sottoposte a riscaldamento;
- degradazione di Hoffmann, con formazione di un'ammina primaria avente un atomo di C in meno rispetto al composto di partenza.

## Sintesi del legame ammidico
Può essere chiamato legame carboamidico. La sintesi del legame ammidico può avvenire spontaneamente ad alte temperature o a temperatura ambiente opportunamente catalizzata da un ambiente acido. La reazione dà come prodotti un'ammide ed una molecola di acqua. Il legame ammidico può essere spezzato con una reazione di idrolisi (reazione inversa).
Nel caso particolare che la reazione di sintesi avvenga tra un acido carbossilico ed un'ammina terziaria nei prodotti comparirà una molecola di alcol primario:
```
R-COOH + 
NR'R''R''' → R-CO-NR'R'' + R'''-OH
```